# جامعة نينوى
جامعة نينوى هي مؤسسة تعليمية حكومية عراقية تقع في مدينة الموصل، تأسست في عام 2014، بعد أن انفصلت مجموعة من الكليات عن جامعة الموصل لتشكل نواة الجامعة الجديدة.

## الكليات
تضم جامعة نينوى عددًا من الكليات والتخصصات الأكاديمية، وهي:
- كلية الطب
- كلية الصيدلة
- كلية التمريض
- كلية هندسة الإلكترونيات، وتضم الأقسام التالية:
  - قسم الحاسوب
  - قسم الاتصالات
  - قسم الإلكترونيك
  - قسم النظم والسيطرة
  - قسم الطب الحياتي
- كلية تكنولوجيا المعلومات، وتضم التخصصات الآتية:
  - البرمجيات
  - الشبكات
  - الأمن السيبراني
- كلية القانون

## معرض الصور

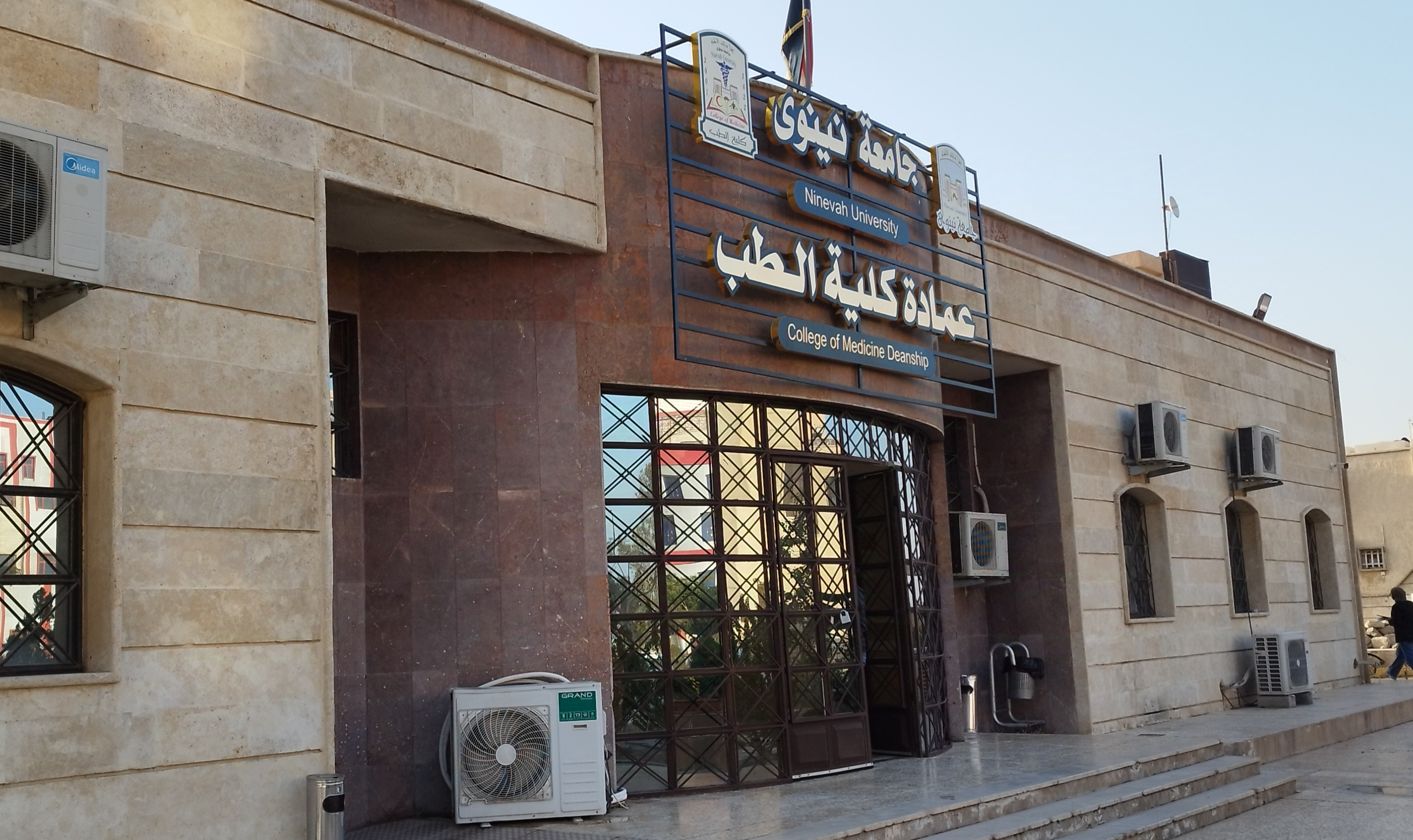
عمادة كلية طب نينوى
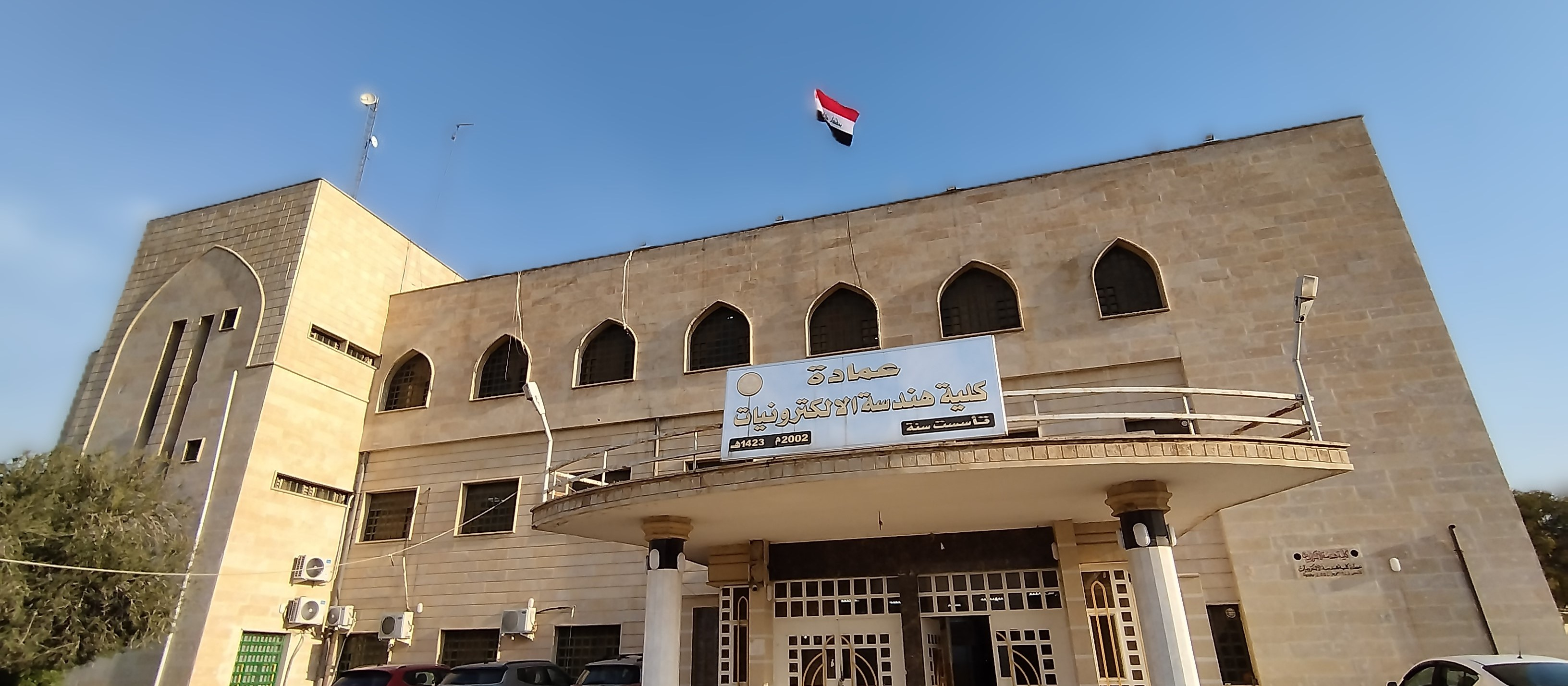
عمادة كلية هندسة الإلكترونيات
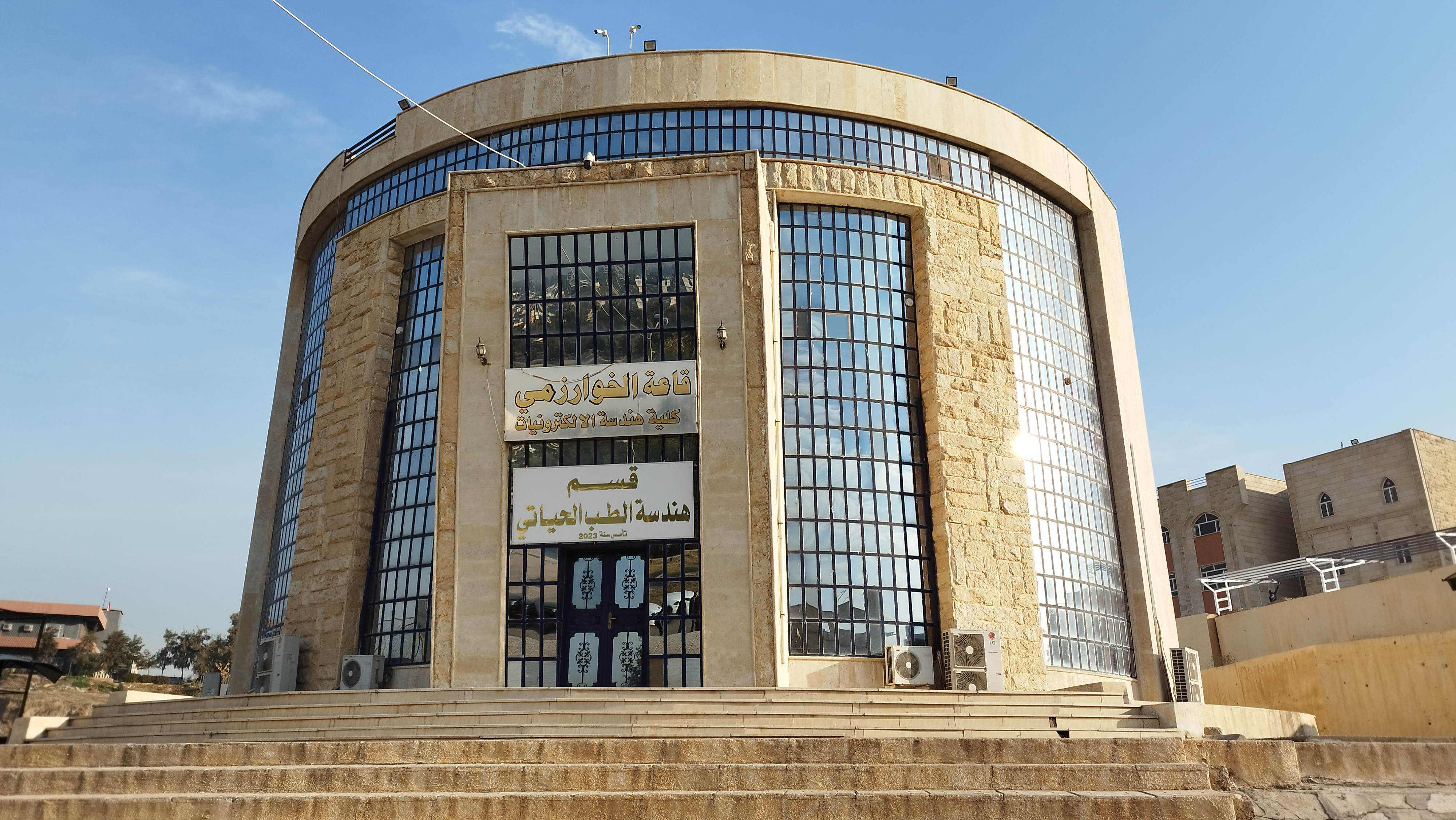
كلية هندسة الإلكترونيات-قسم هندسة الطب الحياتي
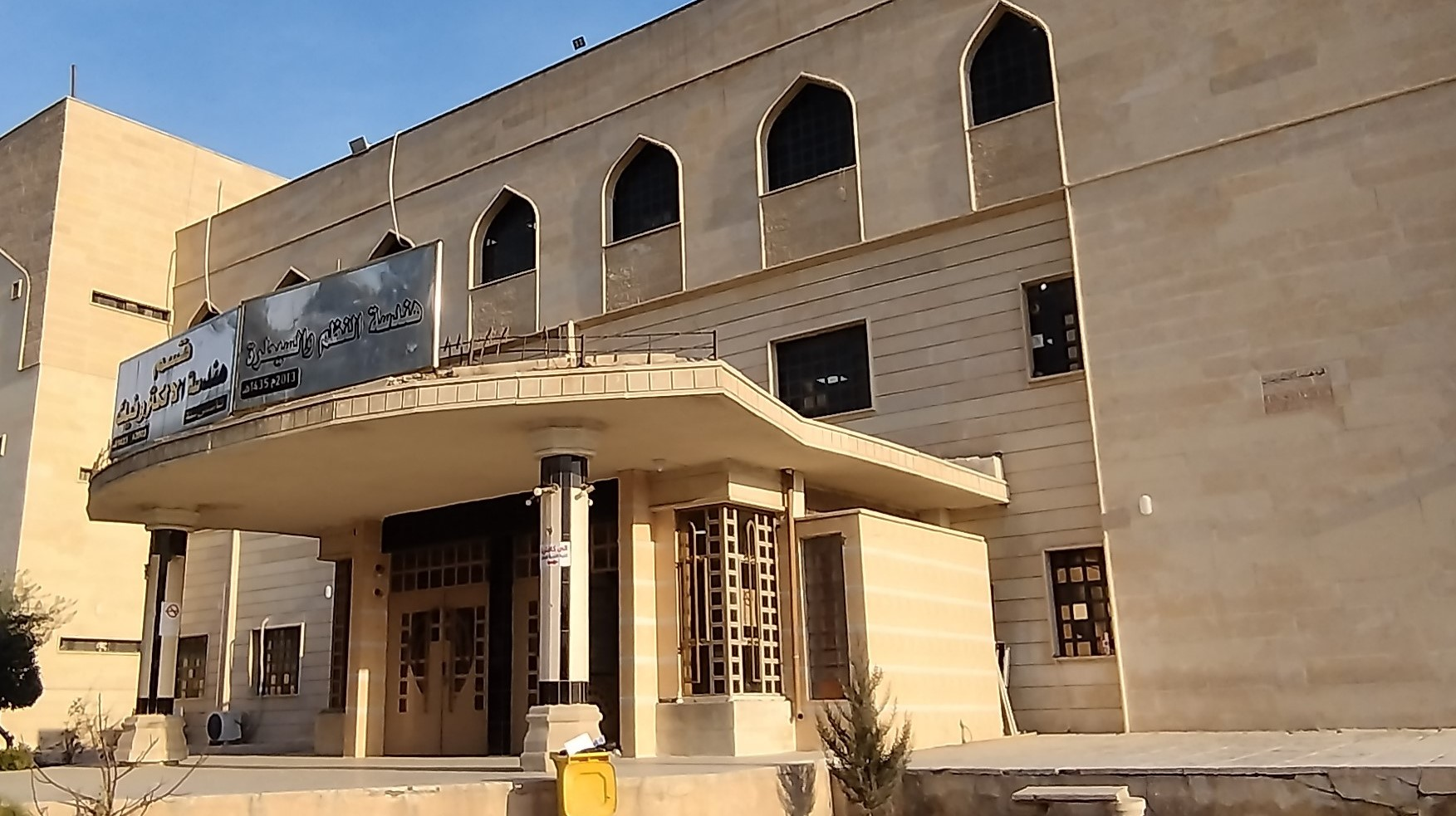
كلية هندسة الإلكترونيات-قسم هندسة النظم والسيطرة وقسم هندسة الإلكترونيك
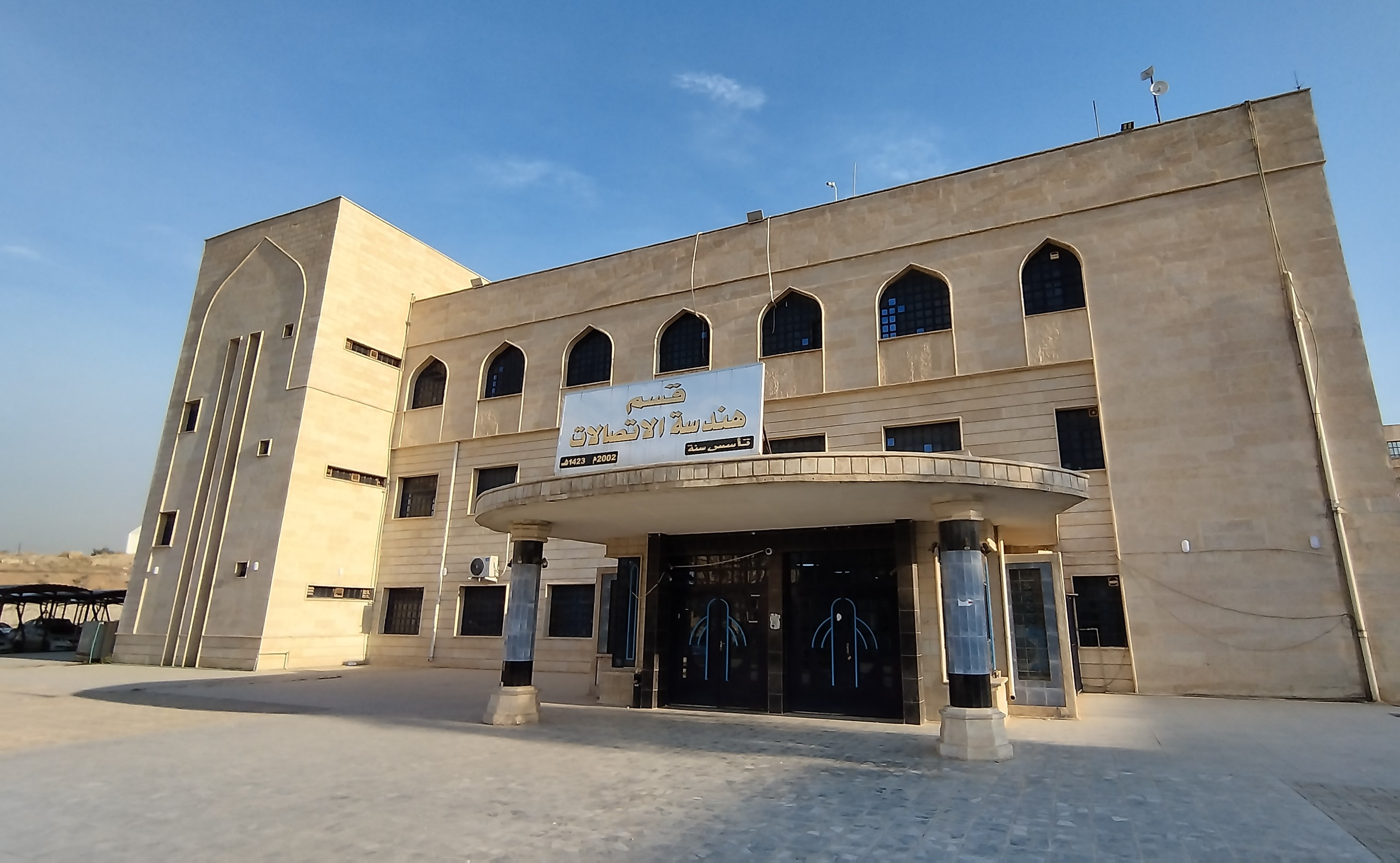
كلية هندسة الإلكترونيات-قسم هندسة الإتصالات
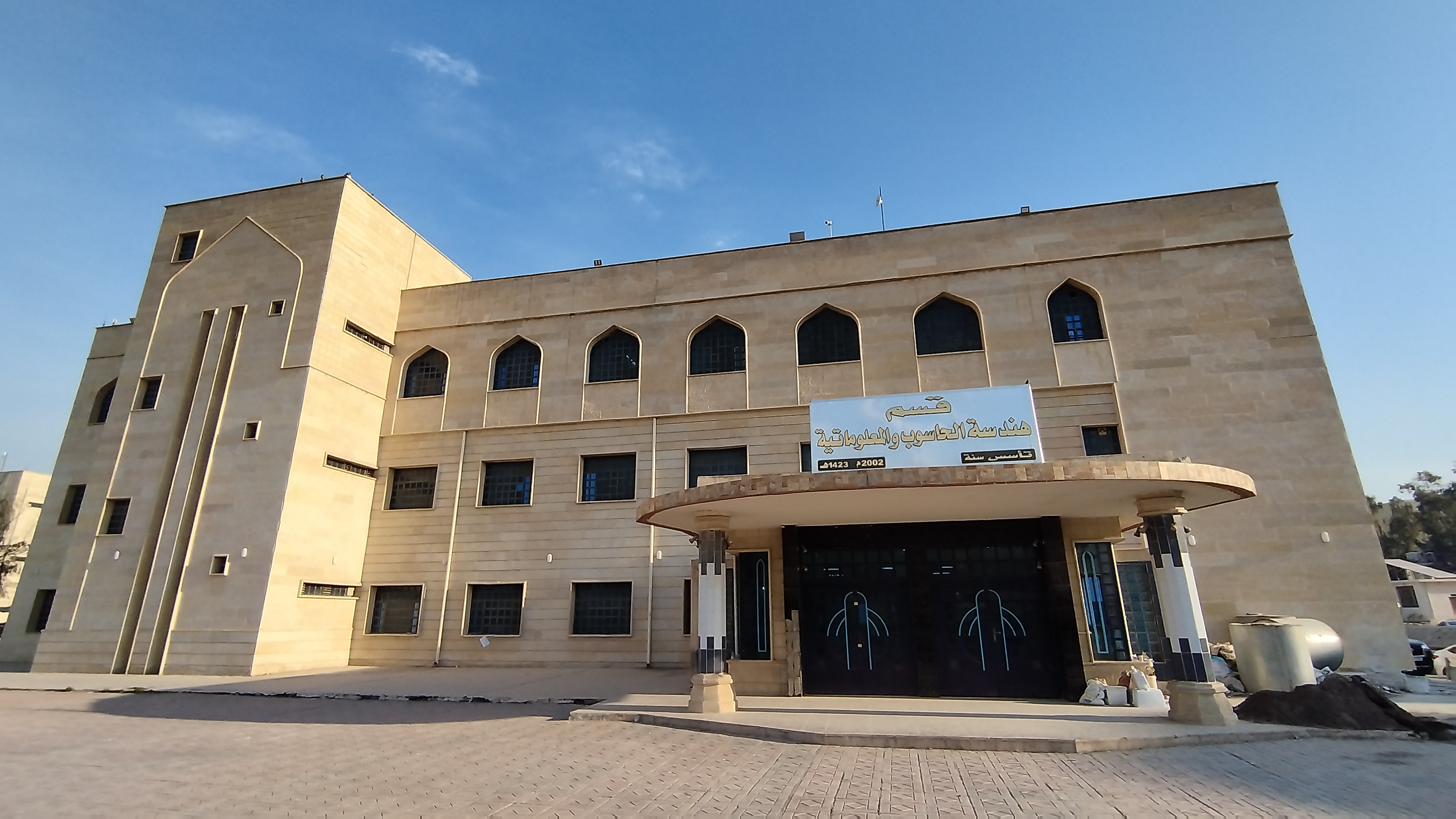
كلية هندسة الإلكترونيات-قسم هندسة الحاسوب والمعلومات
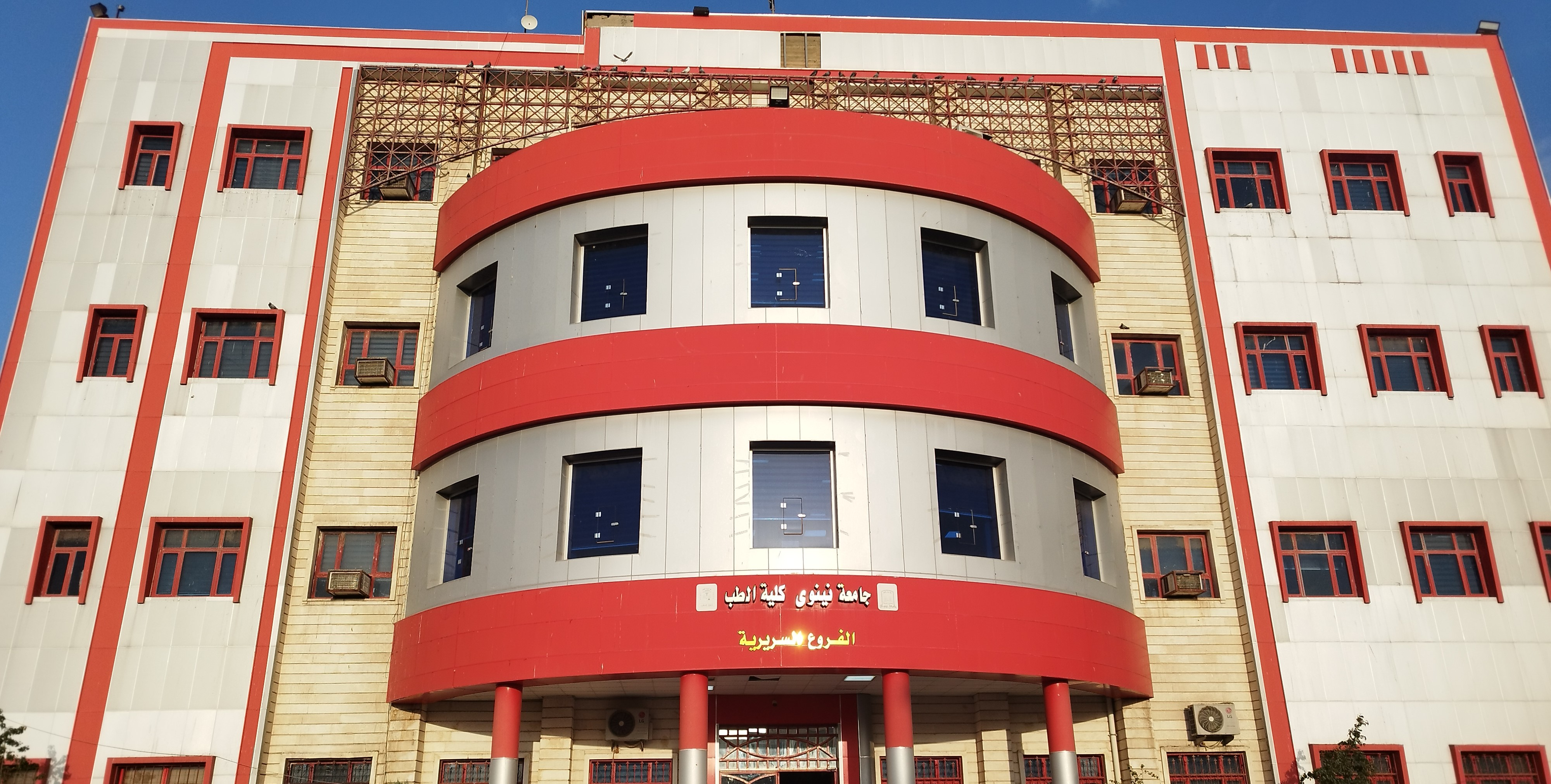
كلية طب نينوى-الفروع السريرية
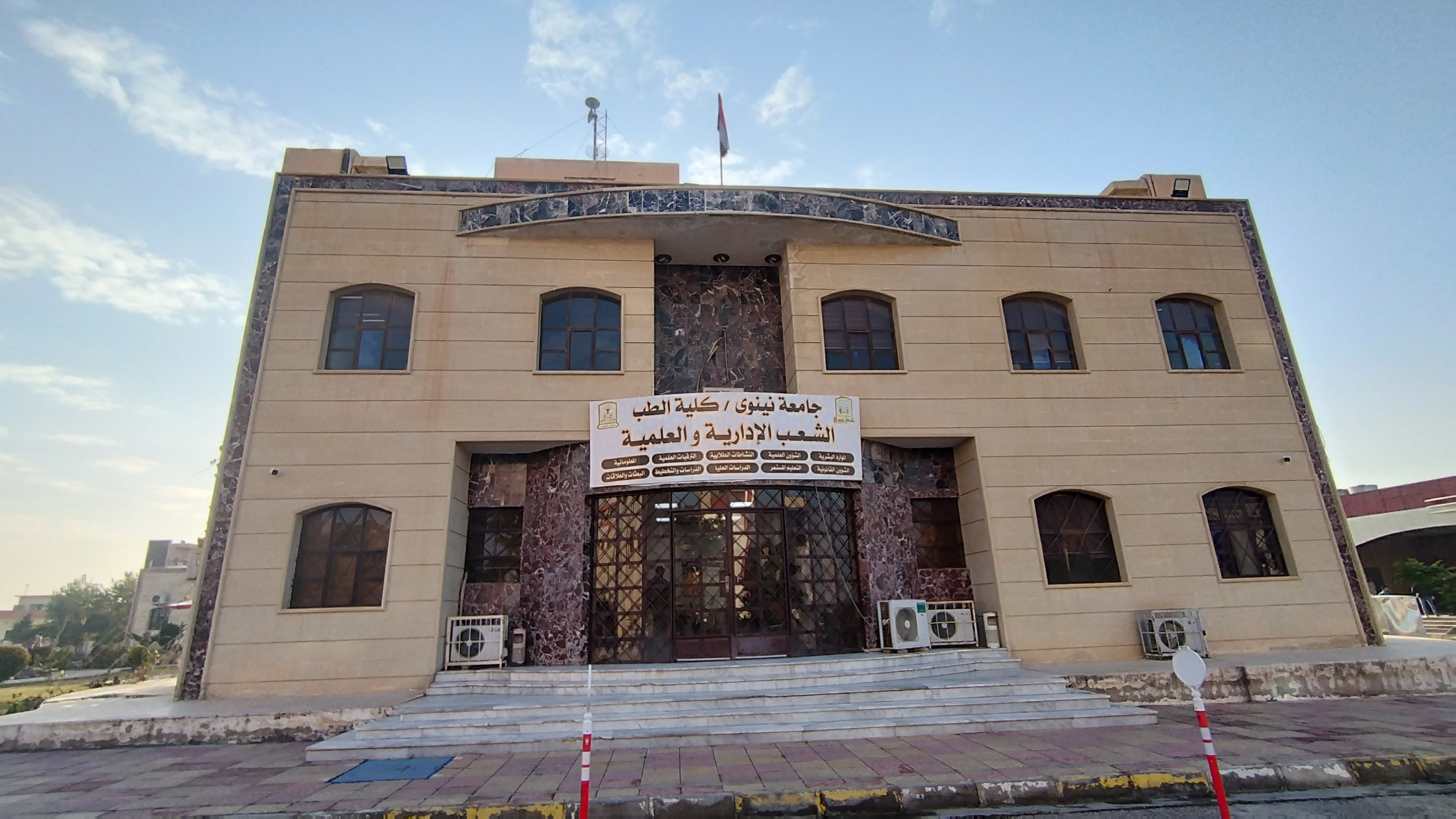
الشعب الإدارية والعلمية